# Het chocolademeisje
Het chocolademeisje (Frans: La Belle Chocolatière, Duits: Das Schokoladenmädchen) is een pastelschilderij van Jean-Étienne Liotard uit circa 1743-44. Het is een van de bekendste werken van de kunstenaar. Sinds 1747 maakt het deel uit van de collectie van de Gemäldegalerie Alte Meister in Dresden.

## Herkomst
In 1743 ging Liotard naar het hof van Maria Theresia in Wenen. Waarschijnlijk maakte hij Het chocolademeisje in december 1744, kort voor hij naar Venetië vertrok. In die Italiaanse stad kocht Francesco Algarotti het schilderij op 3 februari 1745, toen hij in opdracht van koning Augustus III, keurvorst van Saksen, in Italië was om werken te kopen voor de collectie in Dresden. In hetzelfde jaar maakte Liotard ook een portret van Algarotti. In 1746 schreef Algarotti aan premier Heinrich von Brühl, een verzamelaar en vertrouweling van de keurvorst:
“Alle Venetiaanse schilders, waaronder Rosalba Carriera zelf, beschouwden Het chocolademeisje als de mooiste pastel die ze ooit gezien hadden.”
In een brief aan zijn vriend Pierre-Jean Mariette schreef Algarotti in 1751:
“Ik heb een pastelschilderij van de beroemde Liotard gekocht, ongeveer een meter hoog. Het toont een jong Duitse kamermeisje, van opzij gezien, met een dienblad met daarop een glas water en een kop chocolademelk. Het schilderij is vrijwel schaduwloos en heeft een lichte achtergrond. Het licht komt van twee ramen die in het glas worden weerspiegeld. (...) het is een Holbein in pastel.”
In 1745-46 werd de Stallhof in Dresden door Johann Christoph Knöffel omgebouwd tot een schilderijengalerij. Het Chocolademeisje werd hier in 1747 voor het eerst aan het publiek getoond. In het gebouw was een speciaal ‘pastelkabinet’ ingericht, waarin uitsluitend pastels werden tentoongesteld. In 1855 kreeg het museum in het Sempergebouw een nieuw onderkomen. Na de Tweede Wereldoorlog werd het schilderij naar de Sovjet-Unie gebracht om in 1955 terug te keren.

## Voorstelling
Op de pastel is een jong kamermeisje te zien met een dienblad met chocolademelk en water. Ze draagt een zilvergrijze rok met een wit linnen schort dat met een strik voor de buik vastgebonden is. De rok heeft een voor die tijd typische klokvorm. Dit contrasteert met de smalle taille waarvoor een korset verantwoordelijk is. Ze draagt een goudbruine, fluwelen caraco, een damesjasje dat destijds in de mode was. De mouwen van het onderhemd komen iets onder de manchetten van het jasje uit. Het meisje heeft een batisten doek om haar schouders gewikkeld en een kruis over haar borst gelegd, een fichu, om haar decolleté te bedekken. Onder de rok steekt een schoen met een hoge hak uit. Haar verzorgde look wordt gecompleteerd door haar hoofddeksel, een roze, zijden kapje afgezet met fijn, wit kant en versierd met een blauw, zijden lint.   
Het kamermeisje heeft een dienblad in Japanse stijl met donkere lak en kleine voetjes in haar handen. De porseleinen kop met de warme chocolademelk is versierd met bloemenpatronen in Kakiemon-stijl en komt waarschijnlijk uit de Weense fabriek Du Paquier. Het gaat om een trembleuse, een kop en schotel waarbij de schotel was voorzien van een verhoogde ring, zodat de kop steviger vastzat. De trembleuse kwam in de achttiende eeuw in de mode om te voorkomen dat de destijds modieuze en waardevolle drank gemorst zou worden. Van warme chocolademelk werd gezegd dat het bijzonder heilzaam was en allerlei medicinale en afrodiserende effecten had.   
Bij de chocolademelk wordt een glas water geserveerd. Het waterglas op het dienblad vergroot de versiering op de rand van het dienblad, net als een vergrootglas. Zelfs de kleine verschuiving van de vergrote versiering, veroorzaakt door de breking van het licht, is natuurgetrouw weergegeven. Ook het deel van de hand achter het waterglas is fysiek correct gespiegeld. Het glas reflecteert de dwarsbalk van het raam aan de tegenoverliggende muur.   
Joseph Deibel maakte de lijst speciaal voor het schilderij in opdracht van de keurvorst in 1747. Er staan symbolen op voor het werk van een kamermeisje (een parelketting met een medaillon, een beurs met een sleutel eraan, een breiset van vier breinaalden met een bol wol en een gesloten waaier en twee bloemenmanden.
Het portret bleef zonder titel tot 1837.  In het dagboek van Algarotti wordt de geportretteerde slechts aangeduid als “une Stoubenmensche” en in de oudste catalogi (1765) als “wiener Stuben mensch”, wat volgens Weens gebruik een meisje is dat in een koffiehuis bedient.

## Het chocolademeisje als handelsmerk
Toen Henry L. Pierce, president van de Walter Baker & Company uit Dorchester (Boston), tijdens een zakenreis Het chocolademeisje in de Gemäldegalerie zag, besloot hij het schilderij op zijn cacaoblikken af te drukken. Het handelsmerk werd in 1883 geregistreerd. Het succes was zo groot dat andere bedrijven zoals Droste en Van Houten de afbeelding in aangepaste vorm als hun eigen handelsmerken gingen gebruiken.

## Afbeeldingen

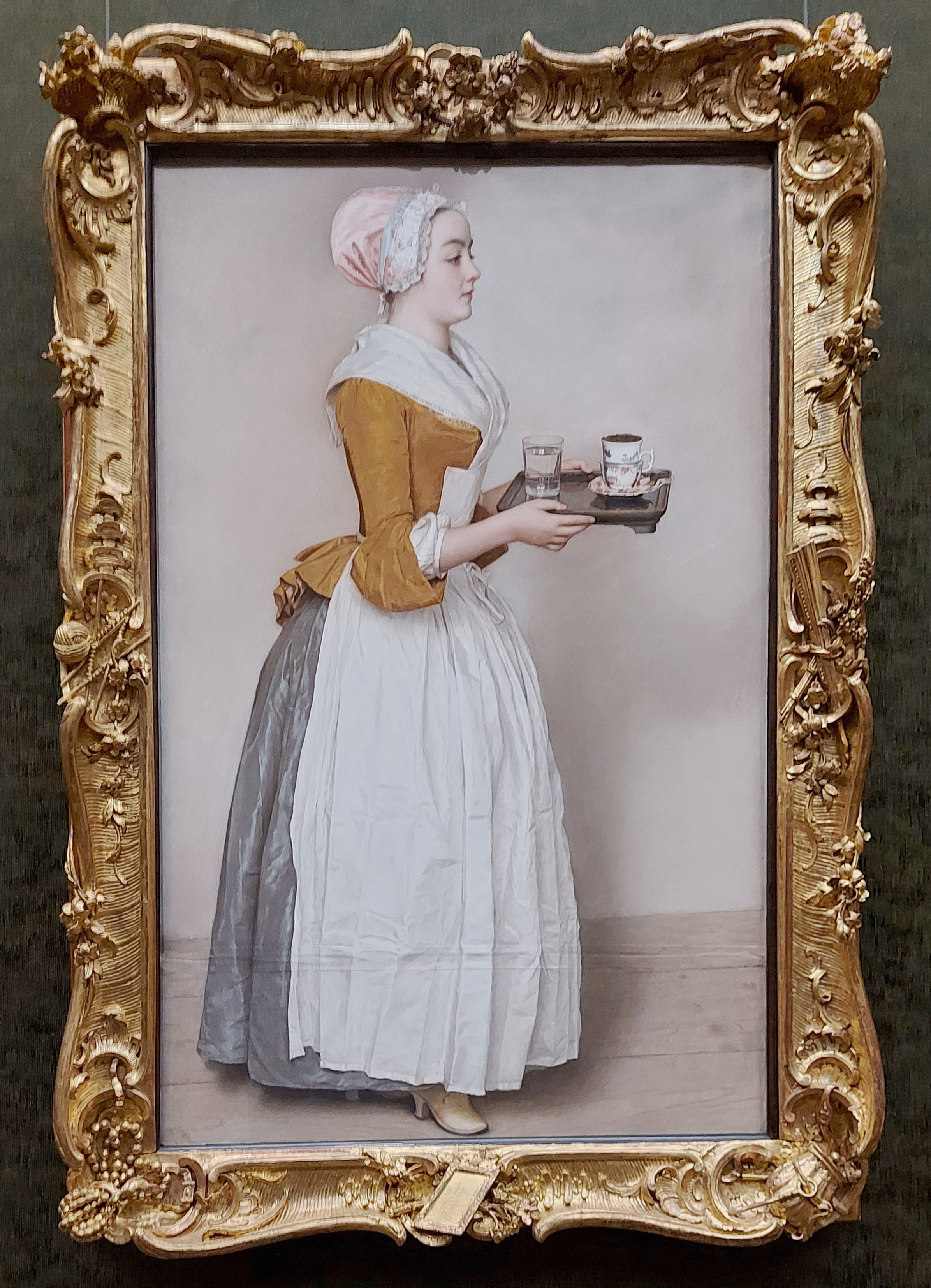
Het schilderij in de originele lijst
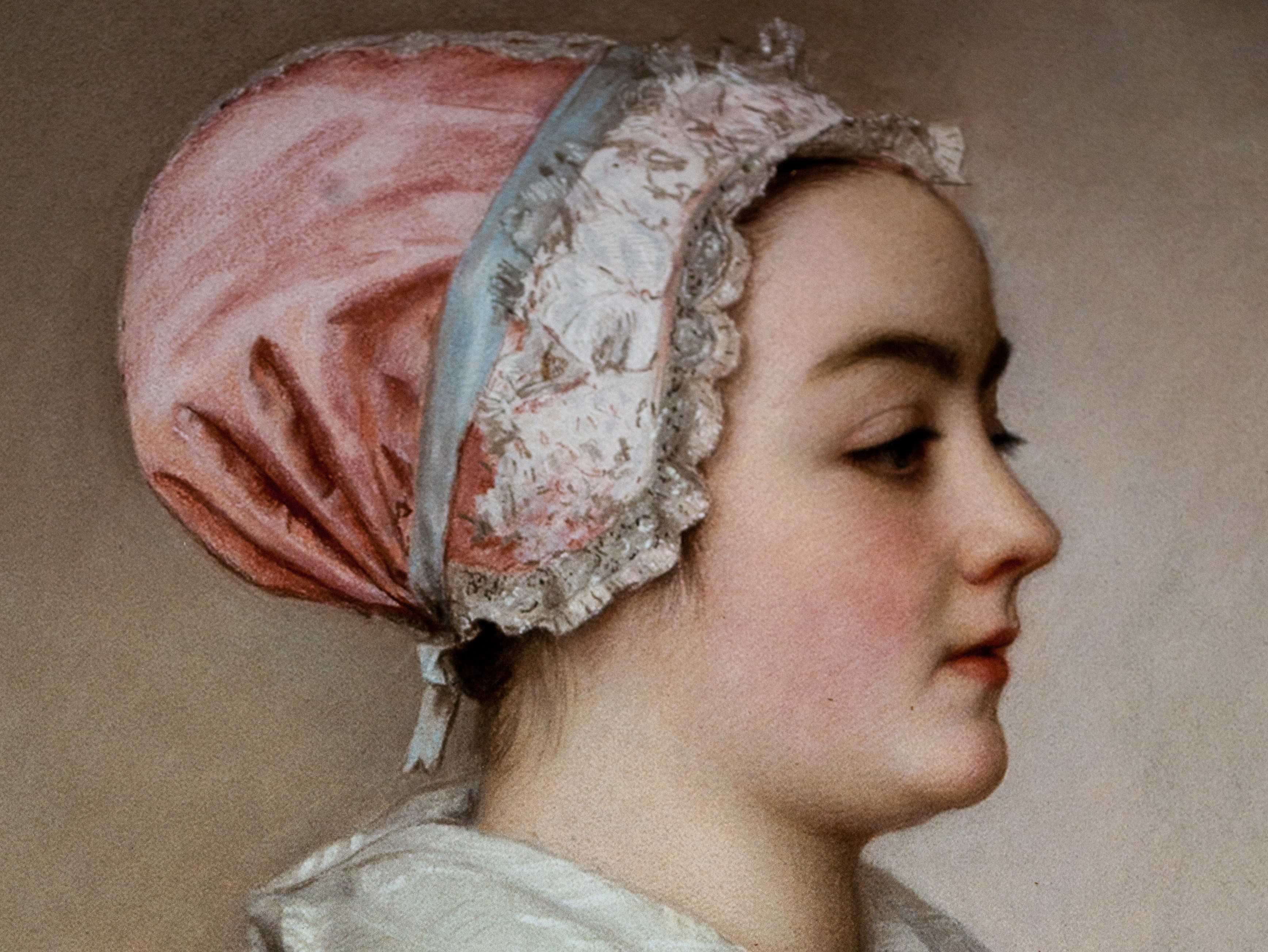
Detail
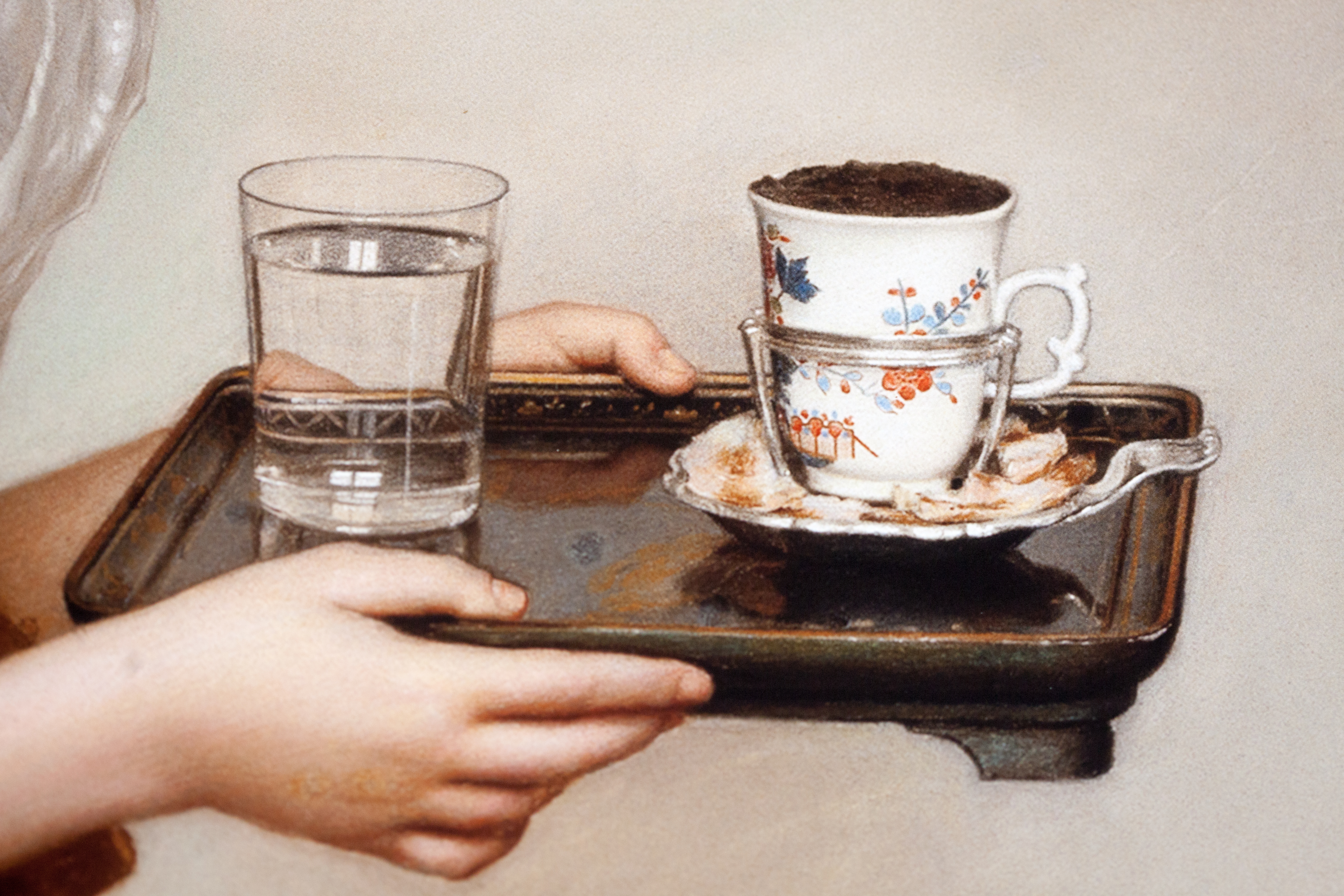
Detail
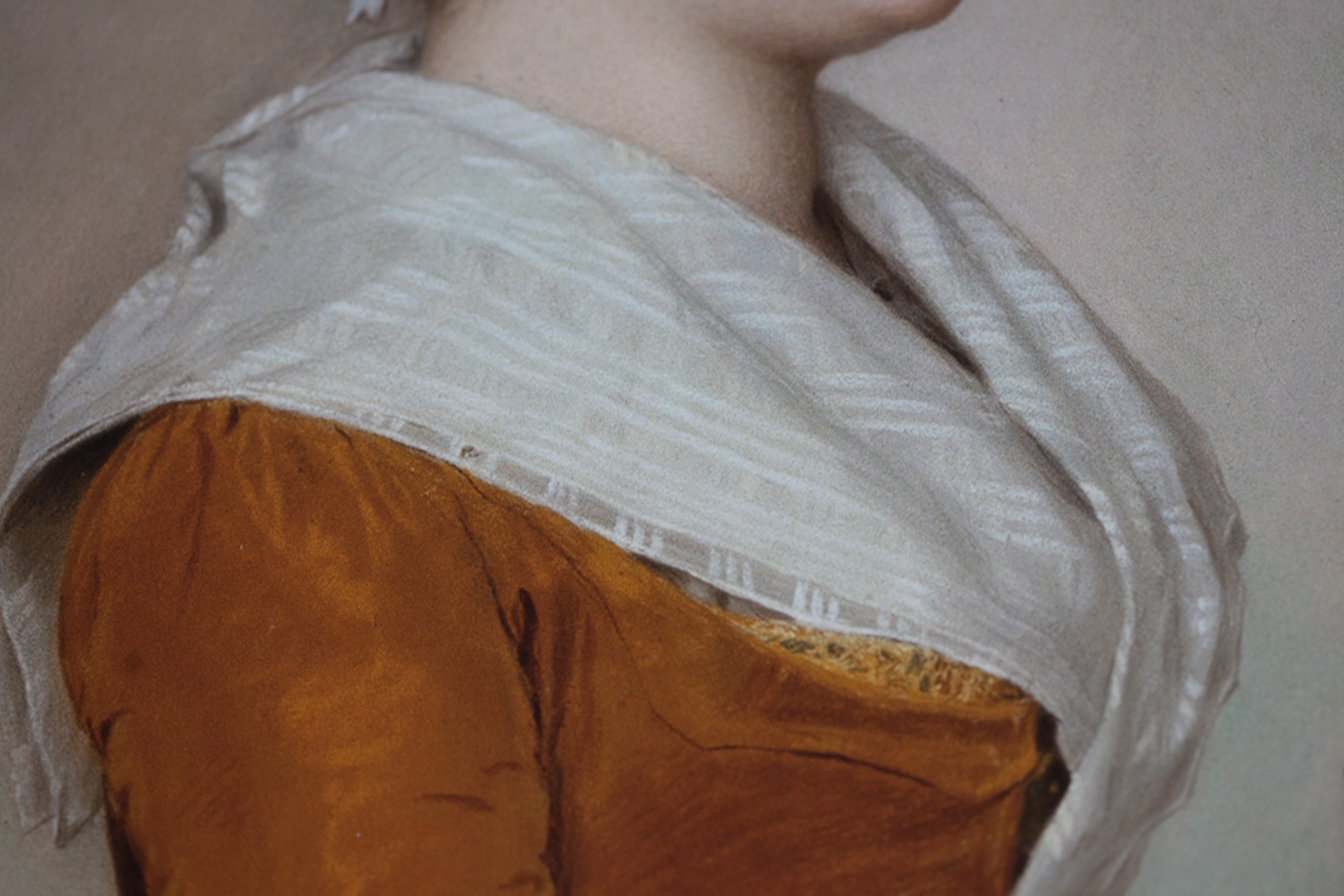
Detail
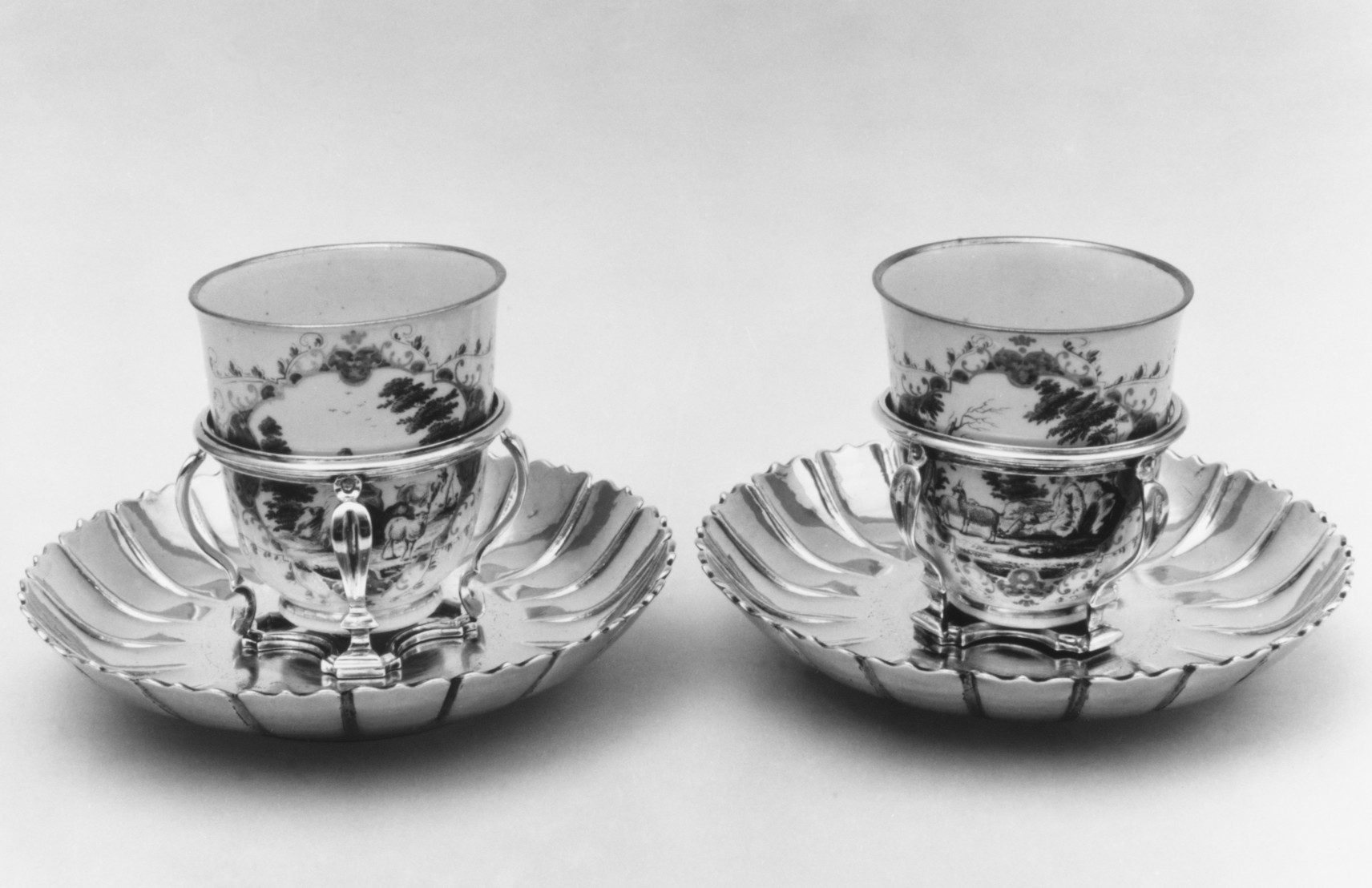
Vergelijkbare trembleuse
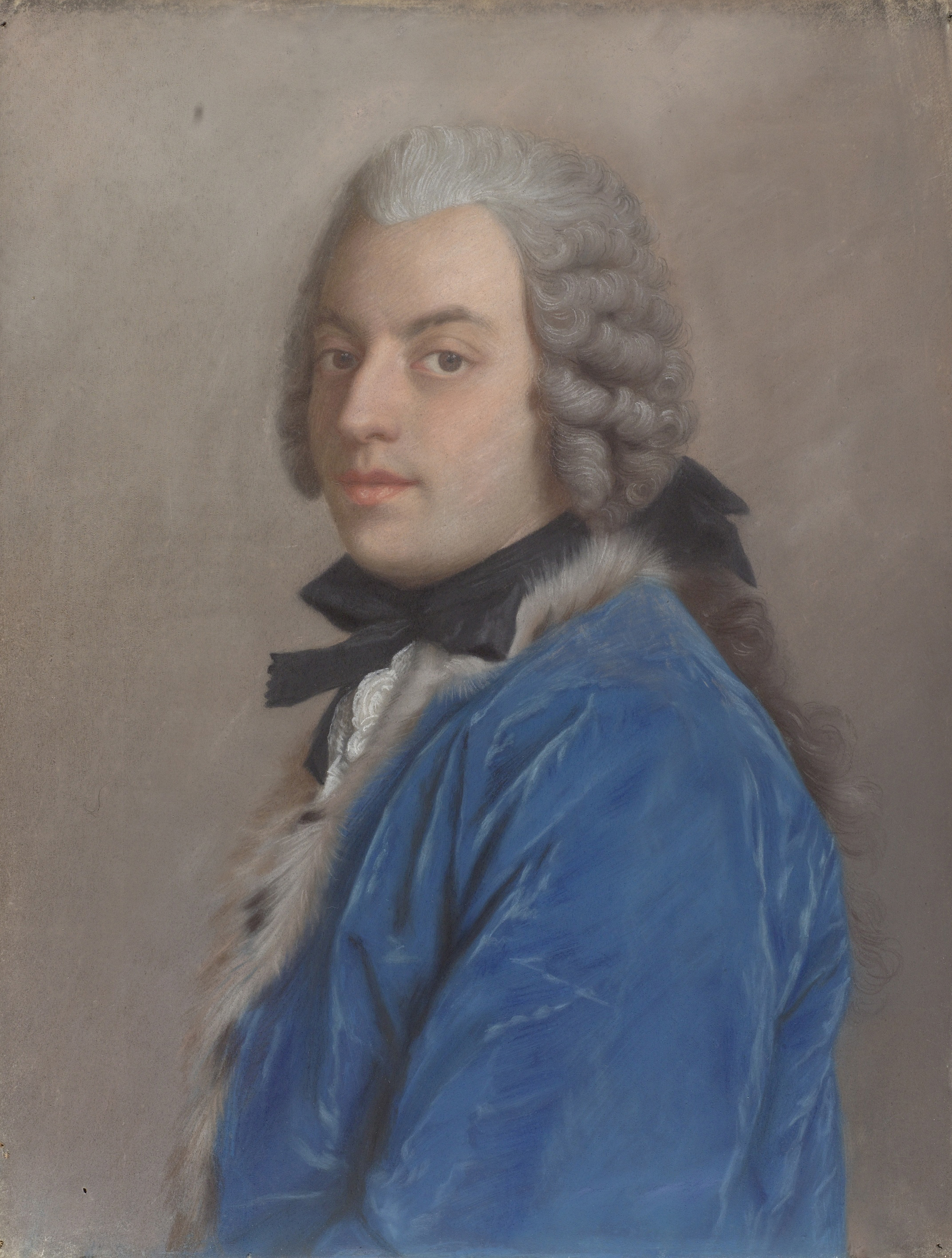
Portret van Graaf Francesco Algarotti
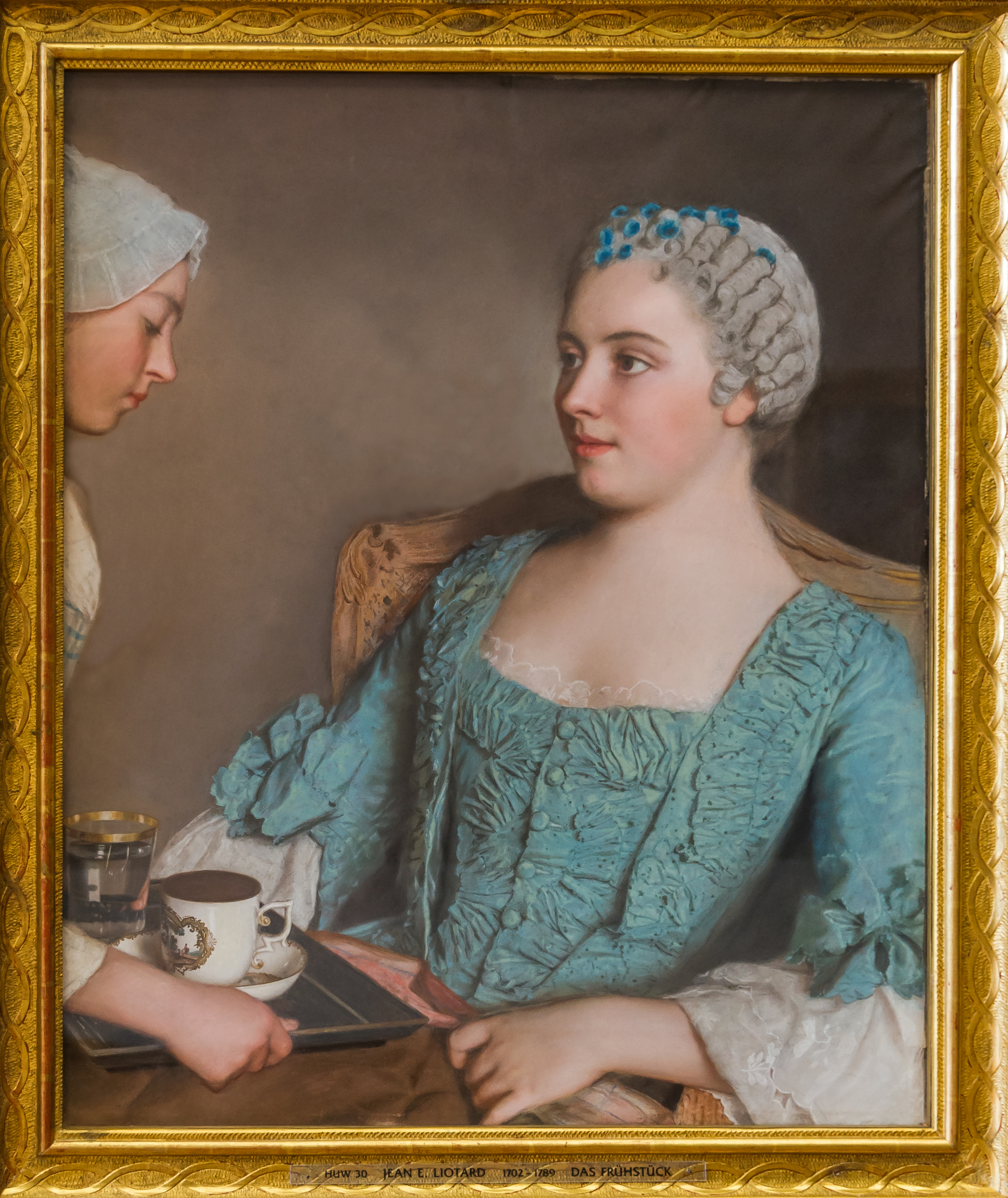
Het ontbijt
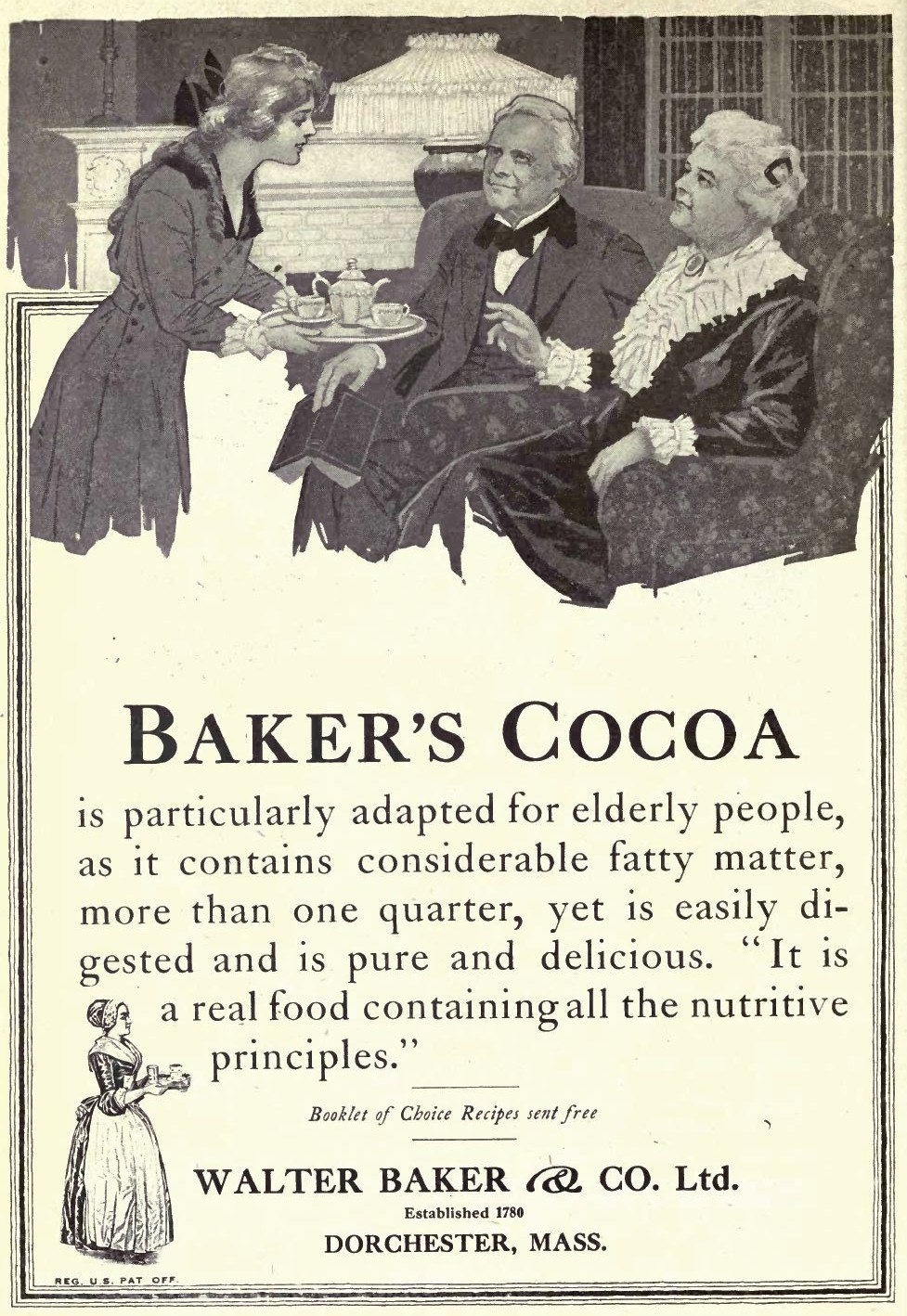
Reclame voor Baker's cacao
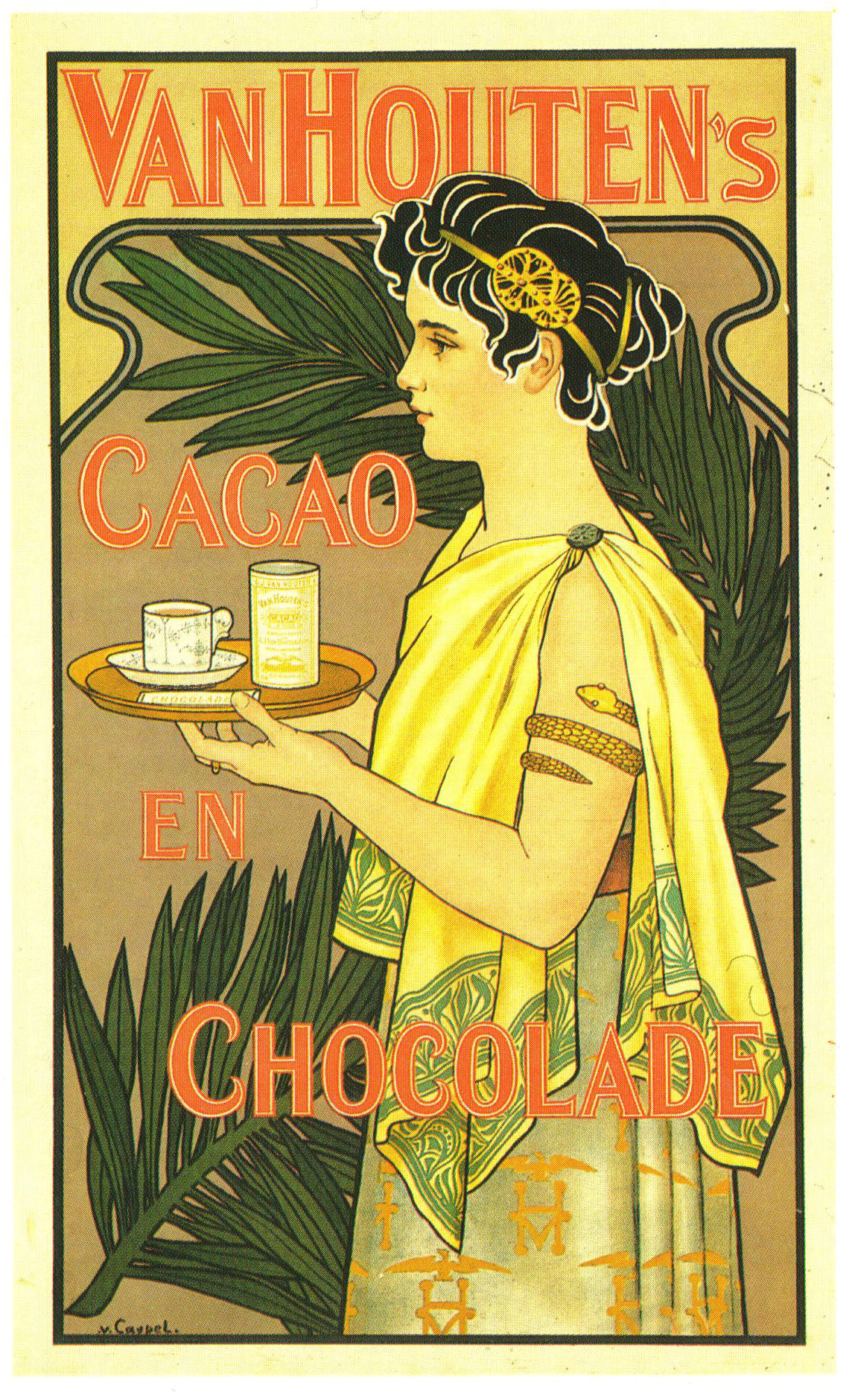
Reclameposter van Van Houten
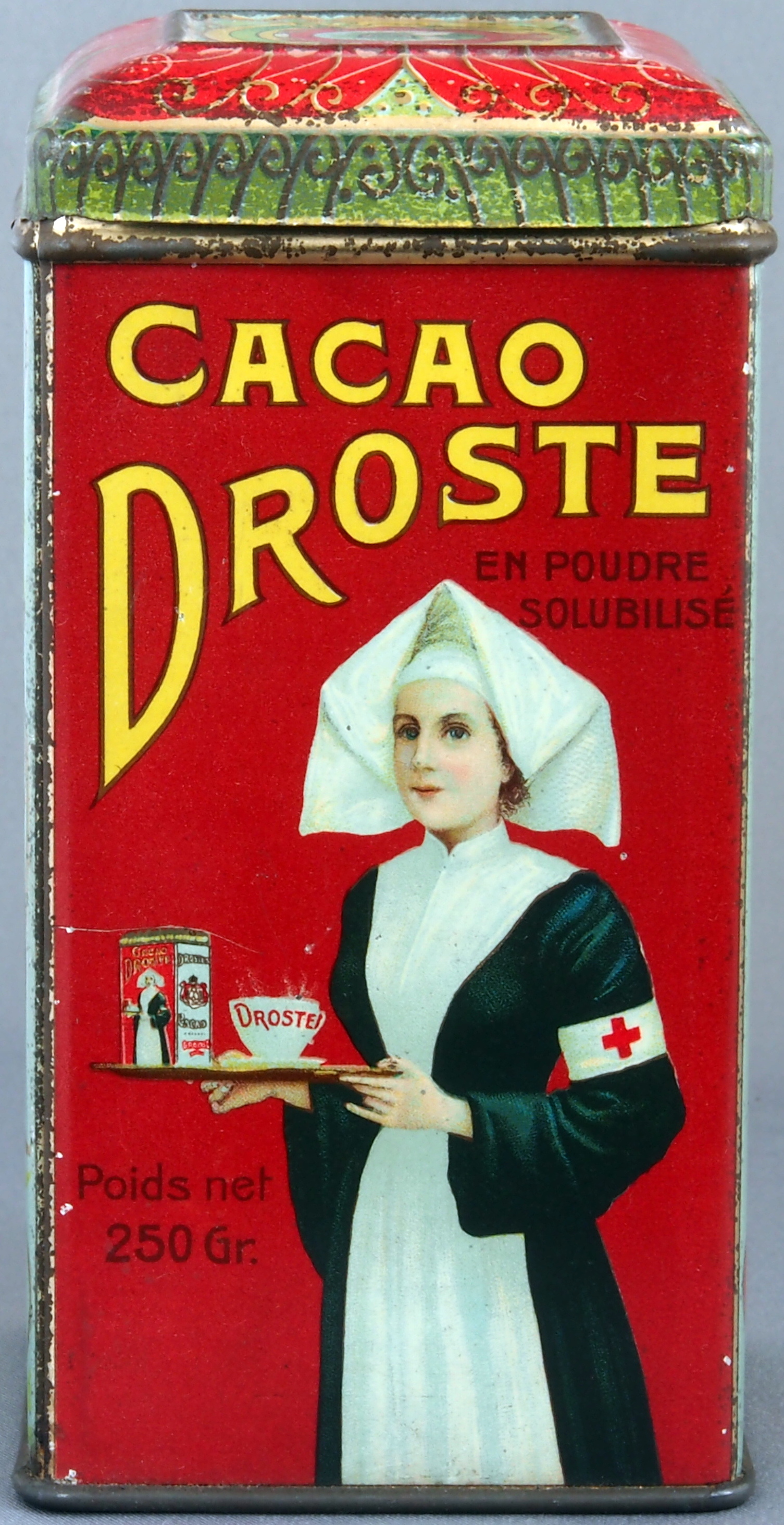
Blik van Droste